# بوسكين
بوسكين (بالفارسية: پوسکین) هي قرية تقع في قسم هوديان الريفي (مقاطعة دلغان) في إيران.